# Leiosaurus
Leiosaurus es un género de lagartos de la familia Leiosauridae.
Se conocen cuatro especies propias de Argentina.

## Especies
Listadas alfabéticamente:
- Leiosaurus bellii Duméril & Bibron, 1837
- Leiosaurus catamarcensis Koslowsky, 1898
- Leiosaurus jaguaris Laspiur, Acosta & Abdala, 2007
- Leiosaurus paronae (Peracca, 1897)